# Ulica Williama Heerleina Lindleya w Warszawie

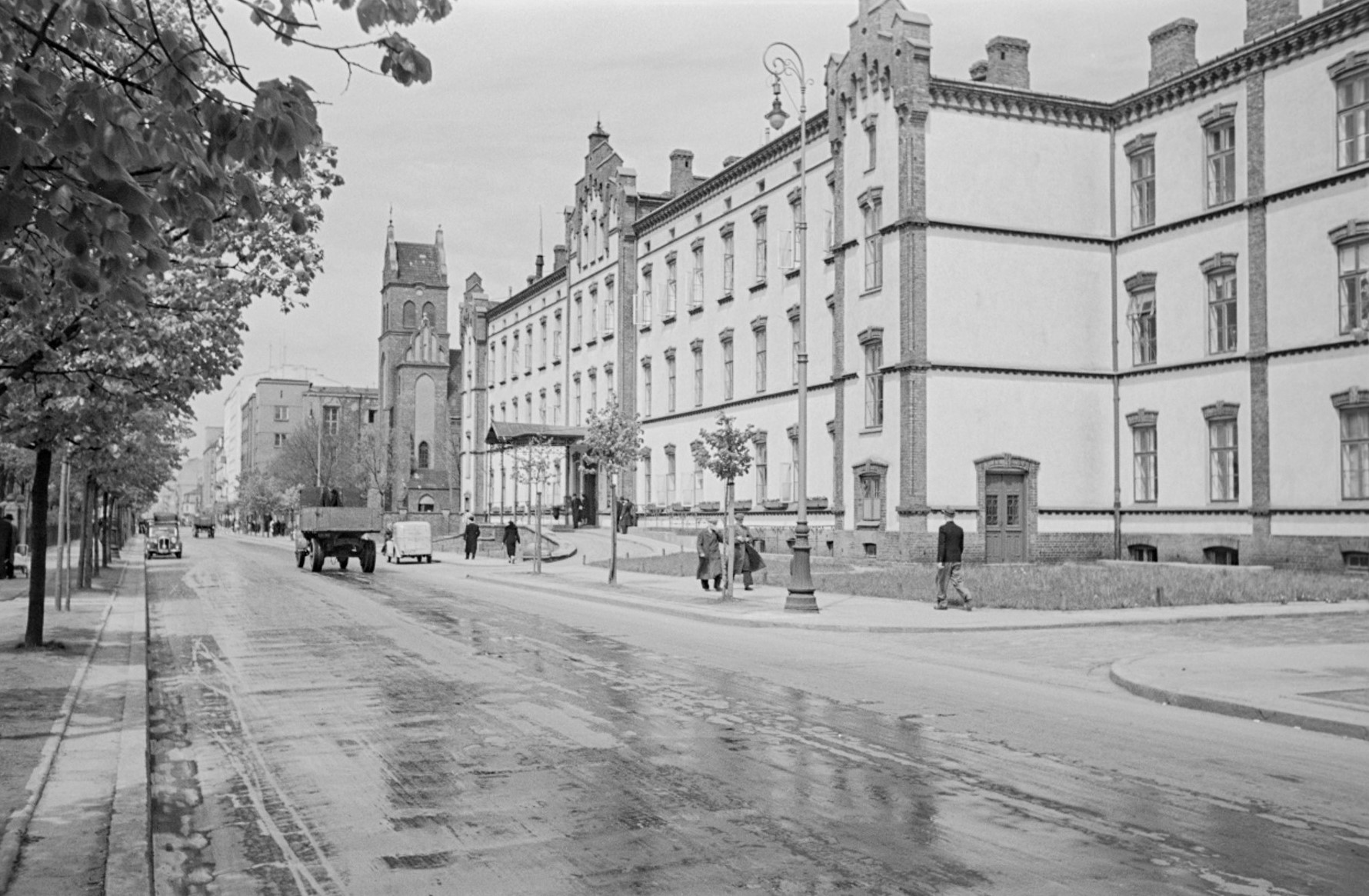
Ulica w 1939 roku, po prawej niezachowany budynek administracyjny Szpitala Dzieciątka Jezus

Ulica Williama Heerleina Lindleya − ulica w dzielnicy Ochota w Warszawie.

## Opis
Ulica powstała przed 1842 rokiem jako przedłużenie ul. Żelaznej od Al. Jerozolimskich na południe, początkowo do ul. Nowogrodzkiej. W latach 1852−1856 przeprowadzono drogę gruntową do ul. Nowowiejskiej, którą przed 1875 rokiem, po zasypaniu istniejących tam glinianek, przekształcono w uregulowaną ulicę. Po wybudowaniu Zespołu Stacji Filtrów ulicę Żelazną skrócono, likwidując odcinek między ulicami Nowowiejską i Koszykową. Po utworzeniu w 1893 roku placu Starynkiewicza ulica stała się jego wschodnią pierzeją.
W latach 1897−1901 na terenie dawnego folwarku świętokrzyskiego między ulicami: Nowogrodzką, Żelazną i obecnymi Oczki (wtedy Wspólną) i Chałubińskiego (Teodora) wzniesiono kompleks Szpitala Dzieciątka Jezus, przeniesionego tam z placu Wareckiego. Od strony ul. Żelaznej wzniesiono frontowy budynek administracyjny z ambulatorium. Symetrycznie wzdłuż skrzydeł budynku administracyjnego powstały dla potrzeb szpitala dwie niewielkie świątynie: kościół Dzieciątka Jezus i cerkiew Matki Boskiej Nieustającej Pomocy. Z placu Wareckiego przeniesiono i w 1901 roku ustawiono przy ulicy obelisk upamiętniający przyszpitalny cmentarz.
W 1905 roku po wschodniej stronie ulicy założono skwer Alfonsa Grotowskiego.
W 1927 roku rozebrano cerkiew Matki Boskiej Nieustającej Pomocy. W 1933 roku odcinkowi ulicy Żelaznej na południe od Al. Jerozolimskich nadano nazwę Williama Heerleina Lindleya, głównego inżyniera budowy wodociągów i kanalizacji w Warszawie. Jednocześnie podjęto decyzję o zachowaniu przy nowej ulicy dotychczasowej, początkowej numeracji ul. Żelaznej.
Około 1930 roku pod numerem 14 wzniesiono budynek Okręgowej Izby Skarbowej.
Podczas obrony Warszawy we wrześniu 1939 roku spłonął i został częściowo zburzony budynek administracyjny Szpitala Dzieciątka Jezus. W czasie bombardowań poważnie uszkodzony został również kościół. Podczas powstania warszawskiego w 1944 roku zniszczeniu uległy dwie kamienice na rogu Al. Jerozolimskich.
W sierpniu 1946 na skwerze Grotowskiego pożegnano 107 młodych Jugosłowian, którzy pracowali ochotniczo przy odbudowie Warszawy. Dla upamiętnienia ich pracy na rogu ulic Lindleya i Koszykowej odsłonięto głaz z wykutym napisem.
W 1956 roku w miejscu budynku administracyjnego ukończono budowę gmachu Kliniki Ortopedycznej Szpitala Dzieciątka Jezus zaprojektowanego przez Władysława Borawskiego. Gmach został znacznie wydłużony w kierunku ul. Oczki, zajmując teren, na którym znajdowała się cerkiew.

## Ważniejsze obiekty
- Obelisk przy ulicy Lindleya
- Kościół Dzieciątka Jezus
- Szpital Kliniczny Dzieciątka Jezus

## Obiekty nieistniejące
- Cerkiew Matki Boskiej Nieustającej Pomocy